# Prosper Bigeard
Pour les articles homonymes, voir Bigeard (homonymie).
Prosper Bigeard (Saumur, 14 août 1850 - Angers, 29 mars 1926) est un industriel angevin.

## Biographie
Sitôt après ses études secondaires et par l'épisode de la guerre de 1870 qu'il passe sous les drapeaux, il est nommé à l'usine à gaz de Saumur en 1871. Puis il part à Agen diriger la Compagnie du gaz, des briqueteries et des fours à chaux en 1876. En 1889, il retourne à Angers comme directeur de la Compagnie du gaz. Pendant sa carrière patronale, il fait aussi partie de la Chambre de commerce de 1890 à 1896 et membre du Conseil des prud'hommes de 1897 à 1907. Sur le plan politique, il est élu maire de Pellouailles et fait changer le nom de la commune de Pellouailles en Pellouailles-les-Vignes. Il meurt à Angers le 29 mars 1926.
Une rue d'Angers porte son nom et abrite les maisons dites H.B.M (Habitations à Bon Marché) construites par l'architecte Pierre Defois dans les années 1923-1925.